# Parakoimomenos
Parakoimōmenos (grško starogrško παρακοιμώμενος, dobesedno tisti, ki spi ob (cesarski spalnici), komornik) je bil bizantinski dvorni položaj, običajno rezerviran za evnuhe. Mnogi njegovi imetniki, zlasti v 9. in 10. stoletju, so bili hkrati tudi glavni ministri Bizantinskega cesarstva.

## Zgodovina in funkcije
Naslov so anahronistično uporabljali  različni bizantinski pisci za ugledne evnuhe na visokih dvornih položajih,  od Evfrata pod Konstantinom I.  (vladal 306-337) do razvpitega Hrizafija pod Teodozijem II. (vladal 408-450) in neimenovanega imetnika pod Mavricijem  (vladal 582-602).     Položaj je nastal najverjetneje šele v 7. stoletju in se prvič dokazano uporabil pod  Leonom IV. Hazarjem  (vladal 775-780), ko je kronist Teofan Spovednik zapisal, da na dvoru obstajajo trije »kubikulariji in parakoimomeni«.
Parakoimomen je bil na začetku skromen položaj, namenjen tistim kubikularijem (iz latinskega cubicularius, dvorni evnuh, služabnik v cesarjevi sveti spalnici, latinsko sacrum cubiculum), ki so kot nekakšni varnostniki ponoči spali pred vrati cesarjeve spalnice. S pečatov iz 7. in 8. stoletja je razvidno, da so parakoimomeni poleg te službe opravljali še kakšno drugo, na primer epi tēs trapezēsa, zadolženega za cesarjevo omizje, ali nižjo, na primer ostiarija - vratarja. Če je imel cesar socesarja, sta imela vsak svojega parakoimomena.
Sredi 9. stoletja je začel njegov pomen rasti, presegel nominalno višjega prepozita (praipositos) in nazadnje postal najvišji položaj, rezerviran za evnuhe. Njegovi imetniki so bili povišani na položaj patricijev (patrikios). V naslednjih dveh stoletjih je  veliko parakoimomenov, med katerimi so bili izjemoma tudi moški, imelo zaradi stalnega stika s cesarjem zelo velik vpliv. To se je dogajalo predvsem med vladanjem šibkih cesarjev. Samona, Jožef Bringa in Bazilij Lekapen so delovali kot glavni ministri, medtem ko je Bazilij Makedonec (vladal 867-886)  izkoristil svoj položaj in uzurpiral prestol Mihaela III. (vladal 842-867).
Do 11. stoletja je parakoimomen prevzel večino starih upravnih funkcij, vključno s prepozitovo. Položaj je bil pomemben celo 11. stoletje, v 12. stoletju pa se je njegov ugled začel manjšati. Zdi se, da se je naslov parakoimomena  začel podeljevati kot plemiški naslov, ki ni imel nobene zveze  s funkcijami dvornih evnuhov. V Nikejskem cesarstvu (1204–1261)  in med vladavino Paleologov se je položaj razdelil na dva položaja: parakoimōmenos tou koitōnos (παρακοιμώμενος τοῦ κοιτῶνος) je obdržal funkcijo  cesarjevega komornika, parakoimōmenos tēs sphendonēs (παρακοιμώμενος τῆς σφενδόνης) pa je postal varuh cesarjevega zasebnega pečatnega prstana (sphendonē), s katerim je pečatil zasebno korespondenco. Oba položaja sta se kmalu pretvorila v dvorna dostojanstvenika in se prenehala podeljevati dvornim evnuhom, ampak pomembnim plemičem in uradnikom.

## Znaniparakoimōmenoi
Pod Teofilom (vladal  829–842) je bil samo en  znan imetnik položaja, ostiarios Sholastik. Mihaelu III. je približno do  leta 865 služil patrikios Damjan, katerega je zamenjal  Bazilij Makedonec. Po Bazilijevem povišanju na položaj socesarja leta 866 je položaj parakoimomena zasedel nek Rentakij in ga obdržal do Mihaelovega umora. Bazilij I. (vladal  867–886) je iz lastnih izkušenj vedel, da je položaj parakoimomena  zelo močan in preblizu cesarju, zato  ga sploh ni imenoval. Njegov sin in naslednik Leon VI. (vladal  886–912) ga je ponovno uvedel za  svojega izbranca Samona, ki je bil pred tem protovestiarij (prōtovestiarios). Na položaju je ostal do poletja 908, ko je padel v nemilost. Zamenjal ga je Konstantin Barbar, ki je ostal na položaju približno do leta 919, razen med vladanjem cesarja Aleksandra (vladal 912–913). V tem času ga je na tem položaju  zamenjal patricij Barbat.  Roman I.  (vladal 920–944) je za parakoimomena imenoval svojega zaupnega pomočnika Teofana.
Teofan se je do leta 947 obdržal tudi pod Konstantinom VII. (vladal 913-959), potem pa ga  je zamenjal Bazilij Lekapen. Lekapen, ki  je bil nezakonski sin cesarja Romana I., je naslednja štiri desetletja igral dominantno vlogo v bizantinski zgodovini. Odstavljal je cesarje in bil več kot trideset let regent ali soregent (paradynasteuōn) cesarstva od Nikiforja II. Fokasa (vladal 963-969) in Ivana I. Cimiska (vladal 969-976) do zgodnje vladavine Bazilija II. (vladal 976-1025), ko je bil  leta 985 razrešen. Pod Romanom II. ga je zamenjal sposobni Jožef Bringa, ki je bil tudi  de facto vladar države, vendar ga je kmalu po Romanovi smrti zamenjal Bazilij Lekapen. Bringa so izgnali v rodno Paflagonijo in nato v samostan Asekretis pri Nikomediji, kjer je leta 965 umrl.
V 11. stoletju je bil najpomembnejši imetnik položaja Nikolaj, ki je bil pod Konstantinom VIII. (vladal 1025–1028)  hkrati tudi proeder in domestik šol. Enake položaje je imel tudi pod Konstantinom IX. (vladal 1042–1055). Ivan II. Komnen (vladal 1118–1143) ja za parakoimomena imenoval svojega sorodnika Ivana Komnena, ki je skupaj z Jurijem Taronitom opravljal  tudi državne zadeve.  V 12. stoletju sta bila edina znana parakoimomena Nikifor pod Andronikom I.  (vladal 1183–1185) in Ivan Oinopolit  pod Aleksejem III. Angelom (vladal  1195–1203).
V Nikejskem cesarstvu so bili znani imetniki položaja Aleksej Krater (okoli 1227–1231) pod Ivanom III. Vatacem (vladal 1222–1254) in Jurij Zagaromat pod Teodorjem II. Laskarisom (vladal  1254–1258). Mihael VIII. Paleolog] (vladal 1259–1282) je na začetku svoje vladavine (1259–1261)  za parakoimomena koitona imenoval svojega zaupnega agenta, turškega begunca Bazilija. Ko je leta 1261 postal samostojen cesar, je na ta položaj imenoval Ivana Makrena. Makren se je udeležil pohoda za osvoboditev Moreje od Latincev, bitk pri  Prinici in  Makriplagi in bil v slednji ujet. Ko se je kasneje vrnil v Konstantinopel, so ga  obtožili izdajstva in oslepili. Pod Mihaelom VIII. so znani trije parakoimomeni: Mihaelov stric Izak Dukas, nečak Ivana I. Dukasa Tesalskega Mihael Sfranic in cesarjev sorodnik Konstantin Dukas.
Pod Andronikom II. Paleologom (vladal 1282–1328) so znani štirje parakoimomeni: Andronik Kantakuzen, Andronik Komnen Dukas Paleolog Tornik, Ivan Fakras, avtor razprave o cesarskih položajih, in general Ivan Humn, najstarejši sin učenjaka in ministra Nikiforja Humna. V poznem Bizantinskem cesarstvu je bil verjetno  najbolj slaven parakoimomen sposoben in ambiciozen Aleksej Apokauk, mož skromnega porekla, ki je prišel na visok položaj kot varovanec Ivana Kantakuzena. Znan je kot največji pobudnik bizantinske državljanske vojne leta 1341-1343. Na položaju parakoimomena je bil od leta 1321 do 1341, ko je bil povišan na položaj megas douxa.
Zadnja znana parakoimomena sta bila Angel Kalotet pod Ivanom V. Paleologom, omenjen v pismu leta 1362, in Teofilakt, ki je bil leta 1367 kot odposlanec poslan k papežu Urbanu V.. 